# Pico Cortés
El pico Cortés está situado en el macizo oriental de los Picos de Europa o de Ándara, entre la cumbre de Prao Cortés y la Horcada del Jierro, collado que separa la cumbre de la Morra de Lechugales. Tiene una altitud de 2373 metros. Se sitúa en la divisoria entre Asturias y el municipio cántabro de Camaleño. En la cumbre del pico Cortés hay un vértice geodésico. La altitud del vértice geodésico es de 2371,40 m s. n. m. en la base del pilar. Se accede a esta cumbre desde Espinama, por el camino que sube a los puertos de Áliva; en lugar de seguir de frente hacia Sotres, hay que desviarse a la derecha, pudiendo ascender por el collado de Cámara y luego, a media ladera ir hacia la izquierda hasta enlazar con la canal de Las Grajas, de gran pendiente y pasos difíciles. Se llega a un punto entre el Prao Cortés, al sur, y el pico Cortés, al norte. Requiere guía o experiencia en la montaña.

## Toponimia
El nombre auténtico de esta montaña es El Jisu, de acuerdo con la toponimia original que manejan los pastores del macizo oriental de Picos de Europa.